# Evangelisch-Lutherisches Dekanat Neumarkt in der Oberpfalz
Das Evangelisch-Lutherische Dekanat Neumarkt in der Oberpfalz ist eines der sechs Dekanate des Kirchenkreises Schwaben-Altbayern. Bis zu dessen Fusion gehörte es dem Kirchenkreis Regensburg an. Zurzeit übt Christiane Murner das Amt der Dekanin aus.

## Geografie
Der Dekanatsbezirk liegt in der Landschaft des Oberpfälzer Jura. Durch ihn fließen die Laaber, Lauterach, Schwarzach und Sulz. Politisch liegt das Dekanat fast vollständig im Landkreis Neumarkt in der Oberpfalz. Am Rande werden die Landkreise Nürnberger Land, Eichstätt und Amberg-Sulzbach berührt.

## Geschichte
Neumarkt in der Oberpfalz war seit 1410 Residenzstadt der wittelsbacher Pfalzgrafen in der oberen Pfalz. Pfalzgraf Friedrich II. ließ 1520 den Regierungssitz von Amberg nach Neumarkt verlegen. Die Reformation in Neumarkt ging nicht von einem Landesherrn, sondern vom Volk aus. 1521 war Martin Bucer in Neumarkt reformatorisch tätig. Friedrich II. war zunächst ein Gegner der Reformation und ließ 1524 auf dem Marktplatz lutherische Schriften öffentlich verbrennen und religiöse Wirtshausgespräche verbieten. 1525 baten auch die Landstände den Landesherrn um kirchliche Reformen. Friedrich II. duldete, wohl unter dem Einfluss seiner Frau Dorothea ab 1538 die evangelische Predigt und das Abendmahl unter beiderlei Gestalt. 1556 starb Friedrich II. Seine Witwe Dorothea sorgte für den Erhalt des Luthertums. Lediglich die Hofkirche war calvinistisch, wenn der Landesherr es war. Als Vorläufer des heutigen Dekanats wurde 1558 die kurpfälzische Superintendentur Neumarkt errichtet.
Damals gehörten folgende Pfarreien dazu: Berg, Berngau, Deining, Dietkirchen, Döllwang, Freystadt, Großalfalterbach, Günching, Hagenhausen, Hausheim, Heng, Hohenfels, Holnstein, Lauterhofen, Lengenfeld, Litzlohe, Möning, Neumarkt, Oberrohrenstadt, Oberwiesenacker, Pavelsbach, Pfaffenhofen, Pölling, Pollanten, Seligenporten, Sindlbach, Staufersbuch, Stöckelsberg, Tauernfeld, Thann, Traunfeld, Utzenhofen, Waldkirchen, Waltersberg, Wappersdorf, Wattenberg, Weidenwang und Wissing. 1580 kamen Forchheim und Pelchenhofen, 1590 Ransbach dazu. Pfalzgraf Johann Kasimir führte die Stadt Neumarkt 1580 und das Umland 1582 zum calvinistischen Glauben. Die Landstände klagten beim Reichskammergericht dagegen und bekamen Recht.
1589 gab es eine große Umstrukturierung. Es wurden die Pfarreien Berg, Dietkirchen, Hagenhausen, Hausheim, Lauterhofen, Litzlohe, Oberrohrenstadt, Pelchenhofen, Pfaffenhofen, Ransbach, Sindlbach in die neu errichtete Inspektion Sindlbach ausgegliedert. Die Pfarreien des Amts Helfenberg mit Günching, Lengenfeld und Oberwiesenacker sowie die Pfarreien des Amts Holstein mit Großfalterbach, Hohenfels, Holnstein, Pollanten, Staufersbuch, Waldkirchen, Waltersberg (mit) Thann, Wattenberg und Wissing bildeten die neu errichtete Inspektion Lengenfeld.
Im Zuge des Dreißigjährigen Kriegs setzte ab 1625 die Gegenreformation ein. 1626 wurde als Folge die Superintendentur Neumarkt aufgelöst. 1655 wurde die Ausweisung der verbliebenen Evangelischen verfügt. Im Westfälischen Frieden wurde für die Oberpfalz und die Habsburger Erblande von den Bestimmungen des Normaljahrs 1624 ausgenommen, so dass die Rekatholisierung hier endgültig blieb.
Im Jahr 1561 führten die Reichsfreiherren von Wolfstein, Herren von Sulzbürg und Pyrbaum mit Bernhard von Wolfstein in ihren Besitzungen dem sogenannten Landl die Reformation ein. 1574 wurde Mag. Thomas Stieber in Sulzkirchen Pfarrer und gab mit der Christliche Instructio eine Kirchenordnung heraus. An seinem Pfarrsitz wurde einer Superintendentur errichtet. 1673 wurden die Wolfsteiner Reichsgrafen. 1740 starb das Geschlecht mit dem Tod des letzten Grafen Christian Albrecht im Mannesstamm aus und fällt letztlich an das Kurfürstentum Bayern. Mit neun Pfarreien und elf Kirchengebäuden bildete das Landl die Keimzelle der bayerischen Landeskirche. 1777 kam das sulzbachische Gebiet hinzu. Anfang des 19. Jahrhunderts folgten Ortenburg und die fränkischen evangelischen Pfarreien. Das Dekanat Sulzkirchen wurde 1814 nach Pyrbaum verlegt und 1827 in Dekanat Pyrbaum umbenannt. Zu ihm gehörten die Pfarreien Bachhausen, Oberndorf bei Sulzkirchen, Pyrbaum, Sulzbürg und Sulzkirchen. Am 1. Oktober 1914 wurde das Dekanat in den heutigen Namen umbenannt.

## Kirchengemeinden
Zum Dekanatsbezirk gehören folgende neun Kirchengemeinden, in denen 18.200 Gemeindeglieder leben.
- Pfarrei Allersberg-Ebenried
  - Allersberg, Christuskirche
  - Ebenried, ev. Kirche
- Beilngries, Kirchen: Christuskirche (1928) in Beilngries, Erlöserkirche (1955) in Berching, Friedenskirche (1969) in Dietfurt an der Altmühl
- Neumarkt in der Oberpfalz, Kirchen: Christuskirche, Schlosskapelle in Woffenbach, Kapelle in Deining
- Parsberg, Kirchen: Michaelskirche (1951), Leonhardskirche (1965) in Velburg
- Pyrbaum, St. Georg (1445)
- Pfarrei Landl
  - Bachhausen, Petruskirche
  - Mühlhausen, Martinskirche
  - Oberndorf, St. Marien
  - Sulzkirchen, St. Georg
  - Sulzbürg, Kirchen: Schloßkirche St. Michael (1723), Marktkirche Zur Heiligen Dreifaltigkeit (1688), St. Willibald in Hofen, Othmarkirche in Kerkhofen, Elisabethkirche in Rocksdorf